# Купчановка
Купча́новка (каз. Купчановка) — село в Буландынском районе Акмолинской области Казахстана. Входит в состав Караузекского сельского округа. Код КАТО — 114055600.

## География
Село расположено в северной части района, на берегах реки Кайракты, на расстоянии примерно 20 километров (по прямой) к юго-западу от административного центра района — города Макинск, в 12 километрах к югу от административного центра сельского округа — аула Караозек.
Абсолютная высота — 337 метров над уровнем моря.
Климат холодно-умеренный, с хорошей влажностью. Среднегодовая температура воздуха отрицательная и составляет около -2,9°С. Среднемесячная температура воздуха в июле достигает +19,1°С. Среднемесячная температура января составляет около -15,4°С. Среднегодовое количество осадков составляет около 428 мм. Основная часть осадков выпадает в период с июня по август.
Ближайшие населённые пункты: село Аккайын — на севере, село Вознесенка — на юге.
Западнее села проходит автодорога областного значения КС-1 «Жалтыр — Макинск».

## Население
В 1989 году население села составляло 910 человек (из них русские — 48%).

В 1999 году население села составляло 742 человека (354 мужчины и 388 женщин). По данным переписи 2009 года, в селе проживало 908 человек (491 мужчина и 417 женщин).
| Численность населения | Численность населения | Численность населения |
| 1989                  | 1999                  | 2009                  |
| --------------------- | --------------------- | --------------------- |
| 910                   | ↘742                  | ↗908                  |

## Улицы[6]
- ул. Ивана Скуридина
- ул. Мектеп